# Alianza Nacional para la Restauración Democrática
La Alianza Nacional para la Restauración Democrática (ANRD) es una organización política ecuatoguineana fundada en 1974, en Ginebra, por un grupo de opositores al régimen dictatorial de Francisco Macías Nguema exiliados en Europa. 
La ANRD nació como un organismo unitario de oposición al régimen del presidente Macías, en el que se encuadraban sectores liberales, democristianos y socialistas. Su primer secretario general fue el exembajador ecuatoguineano en España, Esteban Nsué Ngomo. En su tercer congreso, celebrado en la primavera de 1976, la ANRD se escindió en dos grupos, dando lugar a una profunda crisis en la organización. Por un lado, se encontraban los antiguos dirigentes del grupo (Esteban Nsué y Andrés Moisés Mba Ada, expresidente del Consejo de la República); por otro, el sector más joven (Cruz Melchor Eya Nchama, Valentín Oyono Sa Abegue, José Mbomío y Martin Nsono-Okomo –secretario general en 1983–). En dicho congreso, la ANRD se declaró socialista y estableció los siguientes objetivos: poner fin a la dictadura y establecer un régimen de libertades en Guinea Ecuatorial, promover la reconciliación nacional, nacionalizar los sectores económicos básicos de la producción nacional y mantenerse neutrales en la política internacional.
En 2005, la ANRD se integró en la coalición de formaciones políticas de oposición al régimen de Teodoro Obiang en Guinea Ecuatorial, denominada Demócratas por el Cambio para Guinea Ecuatorial (DECAM).
La ANRD se hizo extensamente conocida en España a finales de 1976, a raíz de la implicación de algunos de sus miembros en la elaboración y difusión del llamado "dossier Trevijano", un breve texto carente de aparato documental, en el que se vertían graves acusaciones contra Antonio García-Trevijano, destacado político republicano y coordinador de la coalición de fuerzas de oposición a la dictadura franquista, el cual había tenido un papel relevante en la descolonización de Guinea Ecuatorial. Dicho dossier (en realidad dos simples folios), que integrantes de la ANRD entregaron a diversos partidos políticos españoles, fue utilizado por el PSOE para desprestigiar la figura de García-Trevijano y, de esta forma, eliminar la opción de la ruptura democrática con el régimen franquista, que defendía el citado político republicano.
Décadas después, el líder de la oposición a la dictadura guineana, Severo Moto, publicó un artículo en el diario español La Razón, en el que denunciaba que el "dossier Trevijano" estaba "plagado de datos falsos y falsificados" y fue realizado "por orden del PSOE", con el fin de apartar a García-Trevijano de la escena política y favorecer el pacto reformista de los partidos políticos clandestinos de la oposición con los prohombres de la dictadura franquista. Estos extremos fueron reconocidos por el propio presidente de la ANRD, Andrés Moisés Mba Ada. En el obituario que le dedicó Laurentino Jesús Nsué Esono Mibuy, Coordinador General en el exterior de Unión Popular de Guinea Ecuatorial, se recordaba: "Andrés Moisés Mba Ada fue un hombre de fuertes principios y grandes convicciones democráticas. Persona honesta y fiel, pacifista convencido, defensor de la negociación y la concertación como la primera y única solución a los problemas de Guinea Ecuatorial. [...] Esta honestidad es la que le obligó a pedir disculpas, como presidente de la ANRD, al abogado y político español Antonio García-Trevijano por el famoso “dossier anti-Trevijano” que algunos miembros de esta organización elaboraron en complicidad con el Partido Socialista Obrero Español (PSOE) contra el referido personaje con el fin de desprestigiarle políticamente".